# Schönau an der Brend
Schönau an der Brend (ufficialmente Schönau a.d.Brend) è un comune tedesco di 1 372 abitanti, situato nel land della Baviera.